# تاریخ ویتنام
تاریخ ویتنام تاریخ سرزمینی است که امروزه تحت تسلط حکومت ویتنام در ناحیه هندوچین قرار دارد.
ویتنام با نوار ساحلی خود، سرزمین کوهستانی ناهموار و دو دلتای بزرگ، در طول تاریخ میزبان فرهنگ‌های گوناگونی بوده‌است. جایگاه راهبردی آن در آسیای جنوب شرقی، این کشور را به گذرگاهی برای بازرگانی و کانونی از درگیری‌ها تبدیل کرد، که به پیچیدگی و پُرماجرابودن گذشتهٔ آن افزود. نخستین شکارچی‌-گردآورندگان اوراسیای شرقی باستان دست‌کم ۴۰٬۰۰۰ سال پیش به این منطقه رسیدند. حدود ۴٬۰۰۰ سال پیش، در دوران نوسنگی، جمعیت‌های آسیای جنوب شرقی جنوبی باستان، به‌ویژه مردمان آسترواسیایی و آسترونزیایی، آغاز به کوچ از جنوب چین به آسیای جنوب شرقی کردند و دانش کشت برنج، زبان‌ها و بخش عمده‌ای از بنیاد ژنتیکی جمعیت امروزی ویتنام را با خود آوردند. در هزارهٔ یکم پیش از میلاد، فرهنگ دونگ‌سون پدید آمد که بر پایهٔ کشت برنج و بر سرزمین‌های بومی وان لانگ و او لاک متمرکز بود.
پس از فتح نانیوئه به‌دست دودمان هان در سال ۱۱۱ پیش از میلاد، بخش بزرگی از ویتنام به زیر سلطه چین درآمد و این وضعیت هزار سال ادامه یافت. با این حال، در این دوران شورش‌های بسیاری رخ داد و پادشاهی‌های ویتنامی گهگاه از استقلال عملی برخوردار بودند. بوداگرایی و هندویسم در سدهٔ دوم میلادی وارد شدند و ویتنام را به نخستین مکان دارای تأثیرات هم‌زمان فرهنگ چینی و فرهنگ هندی بدل کردند.
استقلال با برپایی سلسله نگو در سال ۹۳۹ بازپس گرفته شد و در هزارهٔ پس از آن، سلسله‌های محلی یکی پس از دیگری به قدرت رسیدند: نگو، دین، له نخستین، لی، ترن، هو، له واپسین، ماک، له باززنده، تای‌سون و سرانجام نگویین. در این دوره، ویتنام چند بار درگیر جنگ‌های داخلی شد، به‌ویژه جنگ ترینه و نگویین در سده‌های ۱۷ و ۱۸، و مورد مداخلهٔ نیروهای خارجی از جمله دودمان سونگ، دودمان یوان، چام، دودمان مینگ، سیام، دودمان چینگ و در نهایت فرانسه قرار گرفت. از سوی دیگر، استعمارگران ویتنامی نیز از سدهٔ ۱۵ تا ۱۸ به دلتای مکونگ و بخش‌هایی از کامبوج امروزی گسترش یافتند.
فرانسه با بهره‌گیری از حمایت نظامی از دودمان درحال‌ظهور نگویین و با توجیه‌هایی همچون حفاظت از آزادی مذهبی و حقوق بازرگانی، ویتنام را تصرف کرد و سرزمین آن را به سه بخش جداگانه تقسیم نمود و در سال ۱۸۸۷ آن‌ها را در هندوچین فرانسه ادغام کرد. جنگ جهانی دوم موجب اشغال پنج‌سالهٔ ویتنام از سوی امپراتوری ژاپن شد. در سال ۱۹۴۵، ویتنام جمهوری اعلام شد، اما بلافاصله درگیری سه‌جانبه‌ای میان کمونیست‌ها، ضدکمونیست‌ها و فرانسه آغاز شد. در سال ۱۹۴۹، ویتنام رسماً به‌عنوان یک عضو نیمه‌خودگردان از اتحادیه فرانسه یکپارچه شد. با این‌حال، شورشیان کمونیست به رهبری هو شی مین دولت رقیبی تأسیس کردند که عملاً کنترل بیشتر کشور را در دست داشت.
در ژوئن ۱۹۵۴، ویتنام به‌طور کامل مستقل شد. پس از شکست فرانسه، کشور در ژوئیه دوپاره شد. به‌دنبال آن و در چارچوب جنگ سرد، جنگ داخلی میان ویتنام شمالی با پشتیبانی چین و اتحاد شوروی، و ویتنام جنوبی با حمایت ایالات متحده آغاز شد. این جنگ در سال ۱۹۷۵ با شکست ویتنام جنوبی پایان یافت و در ۱۹۷۶ با حکومت کمونیستی یکپارچه شد. سپس ویتنام در سال ۱۹۷۹ با چین وارد جنگ چین و ویتنام شد و از ۱۹۷۸ تا ۱۹۸۹ در جنگ کامبوج و ویتنام گرفتار ماند، که همراه بود با یک فاجعهٔ اجتماعی-اقتصادی که به اجرای اصلاحات دوی موی در اواخر ۱۹۸۶ انجامید. ویتنام در سال ۱۹۹۱ روابط خود با چین و در ۱۹۹۵ با ایالات متحده را عادی‌سازی کرد.

در ۱۸۰۲، «نگوین آن» تونکن (شمال کشور)، آنام (مرکز) و کوشن‌شین (جنوب) را متحد و خود را امپراتور ویتنام ساخت. از دهه ۱۸۶۰ فرانسویان در این منطقه مداخله کردند، در ۱۸۸۳ سرزمینی تحت‌الحمایه در ویتنام به وجود آوردند و در ۱۸۸۷ اتحاد هندوچین را - شامل کامبوج و لائوس - تشکیل دادند. در دهه ۱۹۳۰ شورش‌های ضد استعماری آغازگر دوره‌ای از جنگ و اشغال بود که به مدت ۴۰ سال طول کشید. در ۱۹۴۰ ژاپن، ویتنام را اشغال و سرانجام حکومت دست‌نشانده‌ای تحت امپراتوری بائودای برپا کرد. در ۱۹۴۱ هوشی مین، رهبر کمونیست، ویت مین را به صورت ارتش ملی‌گرای چریکی برای جنگ با ژاپنی‌ها بنیاد نهاد. در ماه‌های آخر جنگ، ویت‌مین از آمریکا کمک دریافت کرد. پس از تسلیم ژاپن، جمهوری دموکراتیک ویتنام با ریاست هوشی‌مین در هانوی تأسیس شد. فرانسه تا ۱۹۴۶ سلطه خود را بازنیافت، و در ابتدا جمهوری دموکراتیک ویتنام را به‌عنوان یک «کشور آزاد» داخل هندوچین فرانسه به رسمیت شناخت. پس از برخورد میان حکومت هانوی و فرانسویان، هوشی‌مین هانوی را ترک و جنگ چریکی را با استعمارگران و بائودای، امپراتور به تخت بازگشته، آغاز کرد. ویت‌مین به تدریج تمام تونکن را به دست آورد و در ۱۹۵۴ فرانسویان را در دین‌بین‌فو، پس از ۵۵ روز محاصره، وادار به تسلیم کرد. قرارداد صلح ژنو (ژوئیه ۱۹۵۴) ویتنام را به منطقه کمونیست در شمال و منطقه حکومت بائودای در جنوب تقسیم کرد. انتخابات در سراسر کشور برای ۱۹۵۶ زمان‌بندی شده بود، ولی شمال از شرکت امتناع کرد. در ۱۹۵۵ بائودین خلع شد و نگودین‌دیم در ویتنام جنوبی اعلام جمهوری کرد. رژیم سرکوبگر دیم موجب تشویق فعالیت چریک‌های کمونیست در جنوب شد و در ۱۹۶۰ نیروی چریکی ویت کنگ (کمونیست) با هدف سرنگون کردن دولت طرفدار غرب در ویتنام جنوبی تشکیل گردید. در ۱۹۶۱ جان فیتزجرالد کندی، رئیس‌جمهور آمریکا، مستشاران نظامی آمریکایی را برای کمک به ویتنام جنوبی اعزام کرد. در ۱۹۶۴ گروه «مستشاران» به ارتشی از سربازان کادر آمریکا بسط یافته بود. پس از حمله‌ای که ادعا می‌شود، ویتنام شمالی به ناوهای نیروی دریایی آمریکا کرد (۱۹۶۴)، آمریکا بمباران هوایی شمال را به‌طور منظم آغاز کرد. در پایان ۱۹۶۴ قریب به ۲۰۰٬۰۰۰ نفر از نیروهای رزمی آمریکا در ویتنام درگیر عملیات بودند. در برابر حمله موسوم به تت، کمونیستها در ۱۹۶۸ مقاومت شدند و ضعف ویتنام جنوبی آشکار گردید. مخالفت با جنگ در آمریکا افزایش یافت. در ۱۹۶۹ مذاکرات صلح آغاز شد ولی در ۱۹۷۰ نیروهای آمریکایی ضد ویت‌کنگ در لائوس و کامبوج فعال بودند. این جنگ طبق موافقات صلح پاریس (۱۹۷۳) رسماً به پایان رسید، ولی پس از عقب‌نشینی سربازان آمریکایی ادامه یافت. از زمان تسخیر جنوب (۱۹۷۵) از طرف کمونیست‌ها و اتحاد مجدد ویتنام بازسازی کشور را جنگ مرزی با چین (۱۹۷۹) و اشغال کامبوج (۱۹۷۹ تا ۱۹۸۹) به دست نیروهای ویتنامی به تأخیر انداخته‌است. فقدان کمک و سرمایه‌گذاری غربی مانع توسعه اقتصادی بوده، و این وضع، در ترکیب با سرکوب سیاسی، منجر به فرار شمار کثیری پناه‌جو («قایق‌سوار») از کشور شده‌است. از ۱۹۸۹ کوشش برای جذب سرمایه غربی موجب اتخاذ سیاست‌های عملی‌گرایانه‌تری شده‌است.